# Ferdinand-Alphonse Oklowski
Ferdinand-Alphonse Oklowski − polskiego pochodzenia kanadyjski oficer w stopniu pułkownika, uczestnik powstania w Dolnej Kanadzie, dowódca powstańców w bitwie pod Lacolle z 6-7 listopada 1838 roku.